# Elena Kampouris

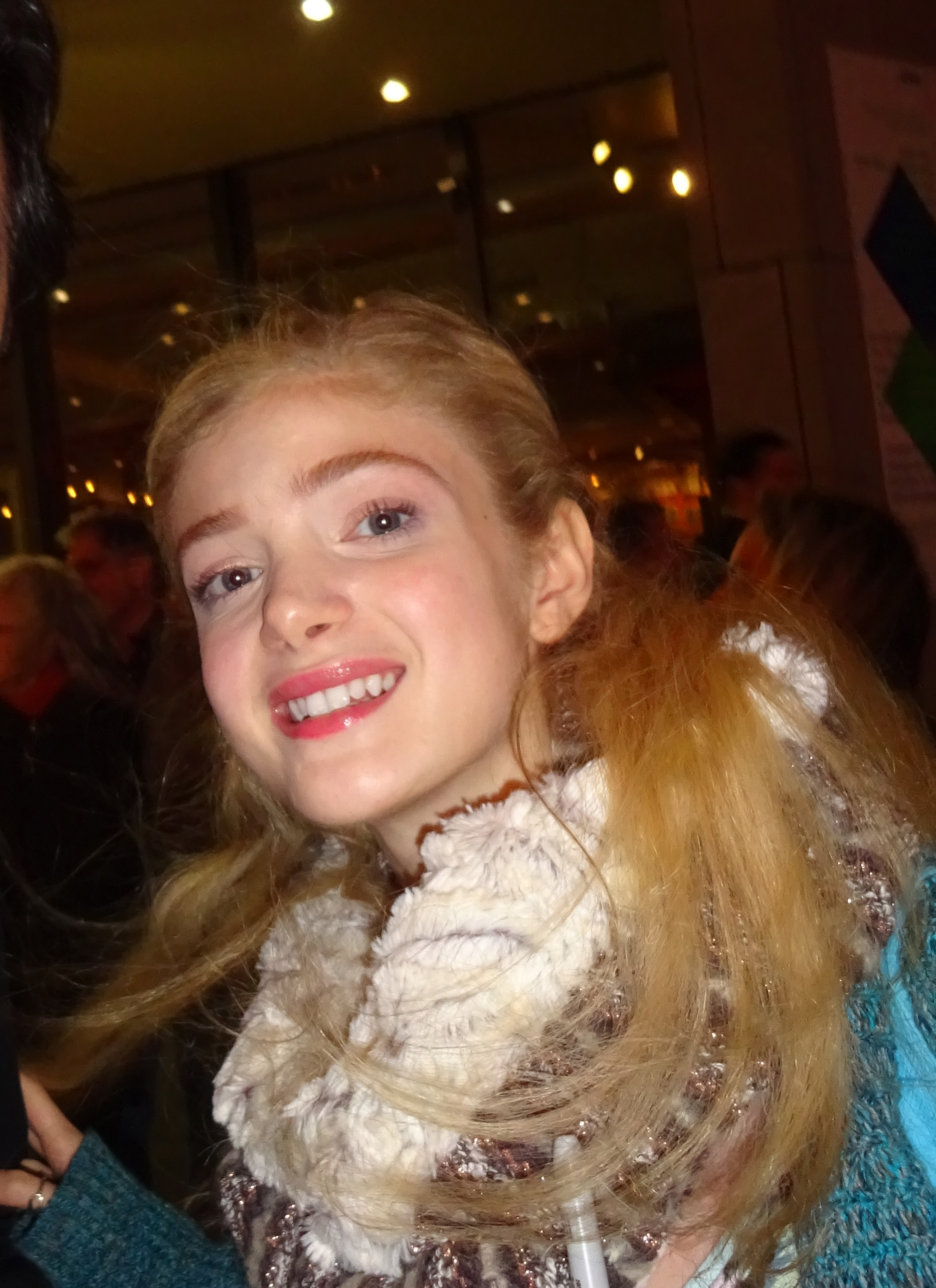
Elena Kampouris

Elena Kampouris (* 16. September 1997 in New York City) ist eine US-amerikanische Schauspielerin.

## Leben
Kampouris wurde 1997 als Tochter eines Weinhändlers aus Griechenland und einer Künstlerin mit französisch-US-amerikanischen Wurzeln geboren. Sie wuchs in New York City auf und zog später nach Bridgewater (New Jersey). Ihre ersten schauspielerischen Erfahrungen machte sie mit einer Nebenrolle in der Jugendserie Gossip Girl (2012), worauf mehrere Film- und Fernsehauftritte folgten.
Einem internationalen Film-Publikum wurde sie durch ihre Rolle als Paris Miller in den Filmen My Big Fat Greek Wedding 2 (2016) und My Big Fat Greek Wedding 3 (2023) bekannt.

## Filmografie

### Filme
- 2013: Labor Day
- 2013: Verflixt! – Murphys Gesetz (Jinxed)
- 2014: #Zeitgeist (Men, Women & Children)
- 2014: Cobbler – Der Schuhmagier (The Cobbler)
- 2016: My Big Fat Greek Wedding 2
- 2017: Wenn du stirbst, zieht dein ganzes Leben an dir vorbei, sagen sie (Before I Fall)
- 2019: Summer Night
- 2020: Kinder des Zorns (Children of the Corn)
- 2021: Shoplifters of the World
- 2022: Wifelike
- 2023: My Big Fat Greek Wedding – Familientreffen (My Big Fat Greek Wedding 3)
- 2023: Vindicta

### Fernsehserien
- 2012: Gossip Girl (Episode 5x19)
- 2015: American Odyssey (9 Episoden)
- 2018: Sacred Lies (10 Episoden)
- 2021: Jupiter’s Legacy (8 Episoden)